# Franz Wilhelm Voigt

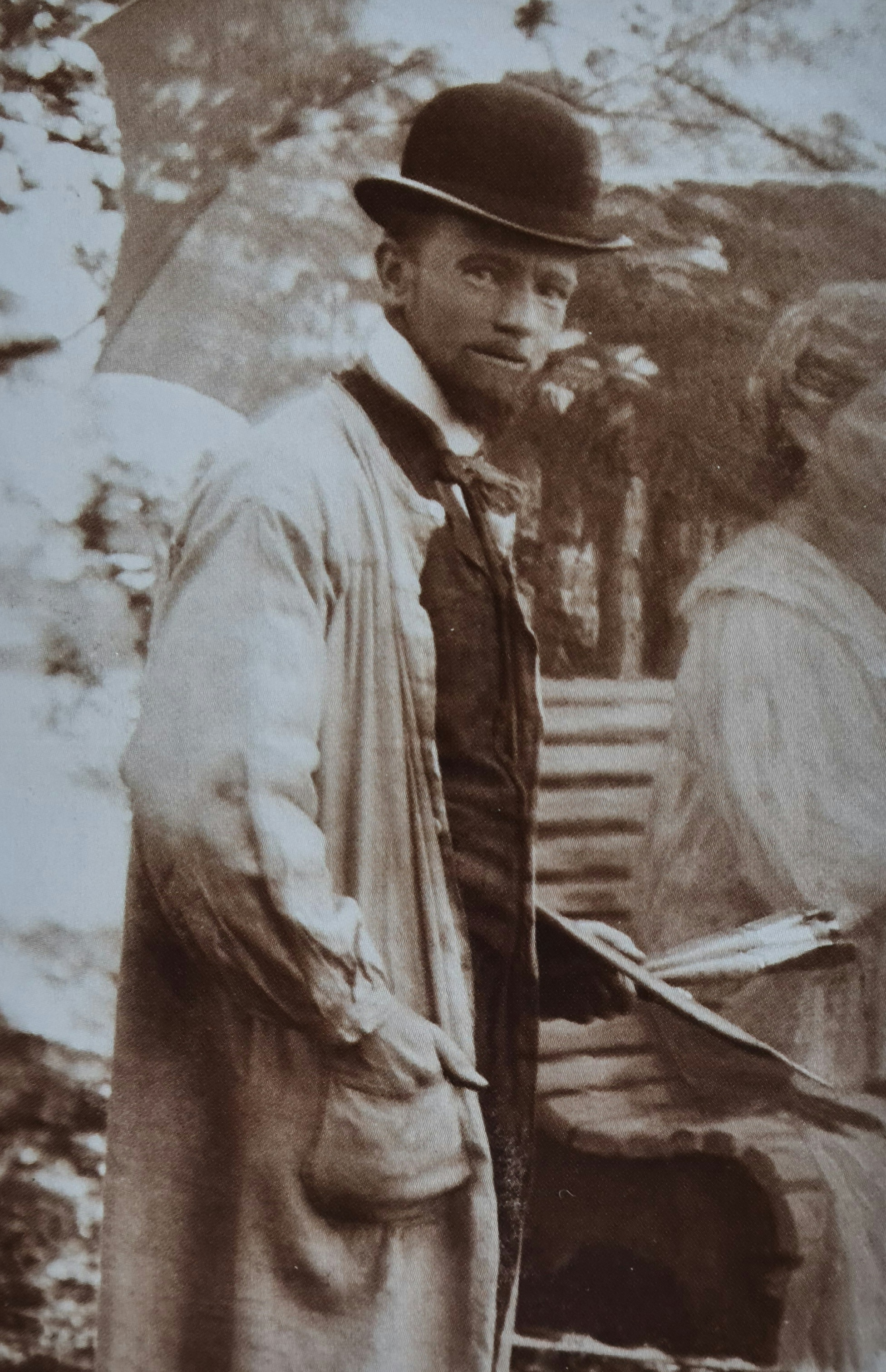
Franz Wilhelm Voigt 1908 in Gauting bei der Arbeit am Porträt seiner Frau Im Schatten (WVZ Nr. 44)

Gustav Franz Wilhelm Voigt (* 4. September 1867 in Hof; † 17. Januar 1949 in München) war ein deutscher Maler der Münchner Schule.

## Leben
Franz Wilhelm Voigt wurde am 4. September 1867 in Hof geboren. Er war der zweite Sohn des Tuchwarenhändlers Carl Friedrich Wilhelm Voigt (1833–1891) aus Sandersleben und seiner Frau Margareta Wilhelmina Auguste Goller (1843–1869), die aus Schwarzenbach an der Saale stammte.  Nach dem frühen Tod der Mutter 1869, sie verstarb nach der Geburt eines weiteren Sohnes am Kindbettfieber, gab der Vater seine Söhne Friedrich Wilhelm Hugo (* 1865) und Franz Wilhelm 1871 in die Obhut seines ältesten Bruders Friedrich und dessen Frau Marie, die in Breslau lebten. Der jüngste Sohn war nur wenige Tage nach seiner Mutter verstorben.

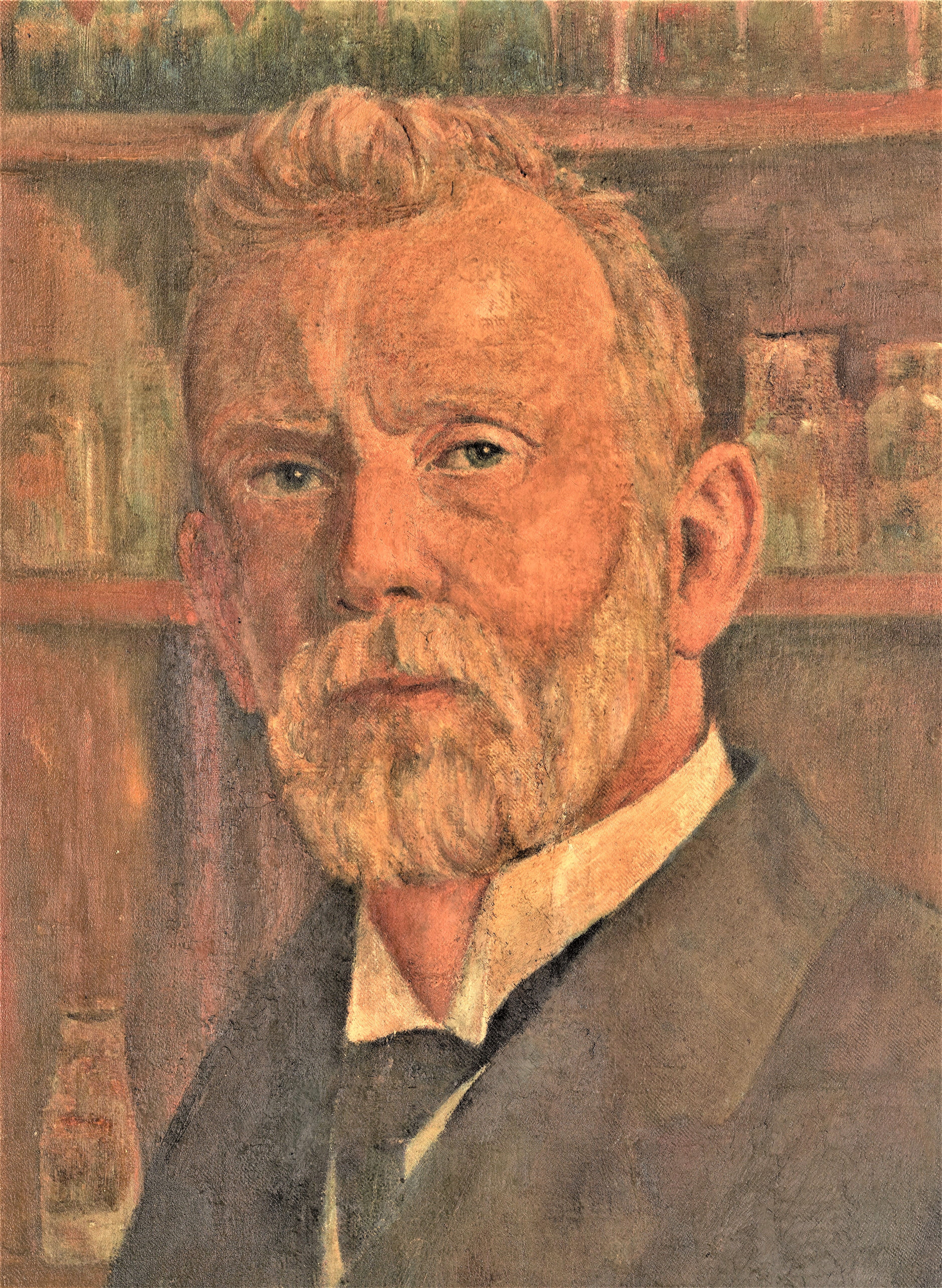
Gemälde Prof. Paul Ehrlich, Öl auf Leinwand, 1910, Größe und Verbleib unbekannt (WVZ Nr. 67)

In Breslau begann Voigt seine künstlerische Ausbildung an der Königlichen Kunst- und Gewerbeschule, bevor er 1888 nach München übersiedelte und die Privatschule des ungarischen Malers Simon Hollósy besuchte. Nach der Ableistung des Militärdienstes in Breslau schrieb er sich zum Wintersemester 1892/93 an der Akademie der Bildenden Künste München ein und wurde Schüler von Paul Hoecker. Voigt begleitete seinen Lehrer zu mehrmonatigen Studienaufenthalten nach Utting am Ammersee (1893) und Neubeuern bei Rosenheim (1894) und lernte die Malerkollegen Gustav Bechler, Reinhold Max Eichler, Max Feldbauer, Walter Georgi, Adolf Münzer, Walter Püttner und Leo Putz kennen. Er beendete seine Ausbildung mit einer Studienreise nach Italien und ließ sich 1897 endgültig in München nieder.
Nach seiner Rückkehr arbeitete er als Illustrator für die Kunst- und Literaturzeitschrift Die Jugend und war 1899 eines der Gründungsmitglieder der Künstlervereinigung Scholle. Im gleichen Jahr präsentierte Voigt sein Werk Der junge Tobias (WVZ Nr. 14) im Rahmen der Großen Berliner Kunstausstellung einem breiten Publikum.
1904 heiratete Voigt seine Verlobte Barbara Wolf (1873–1949) aus München. Die kommenden Jahre waren für den Künstler die erfolgreichsten. Er stellte als Mitglied der Scholle regelmäßig Werke im Glaspalast aus, beteiligte sich aber auch an Ausstellungen des Leipziger Kunstvereins und der Berliner Secession. Als Mitglied des Künstlerbundes Schlesien zeigte er seine Gemälde auch in Breslau.

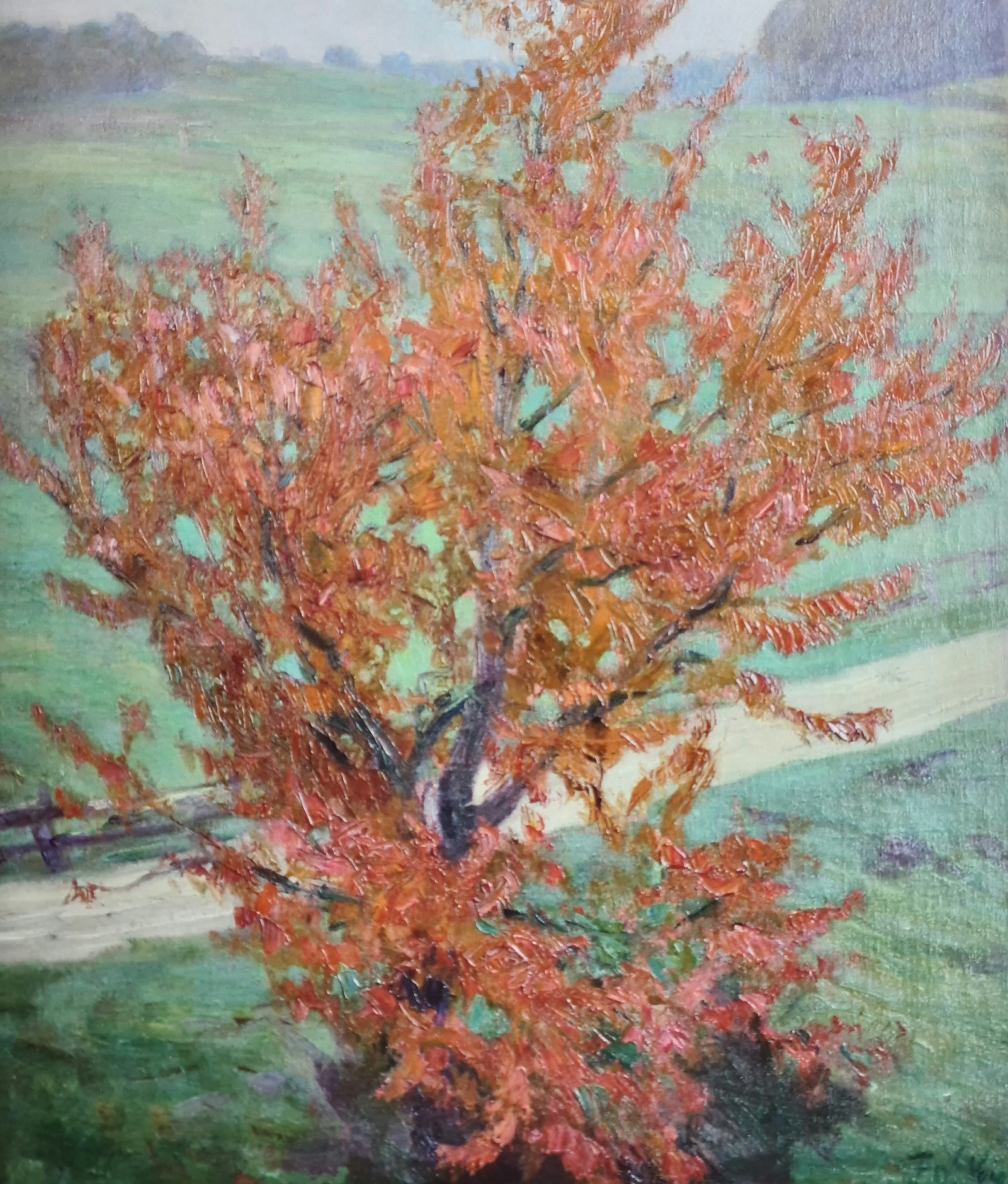
Gemälde Herbstlicher Kirschbaum, 1903, Öl auf Leinwand, 80 × 66 cm (WVZ Nr. 22), Privatbesitz

Ab Mitte der 1920er Jahre ging das Interesse an seinen Werken spürbar zurück. Bemühungen Voigts, bei öffentlichen Aufträgen seiner Heimatstadt Hof berücksichtigt zu werden, blieben ohne Erfolg. Der Maler Voigt geriet zunehmend in Vergessenheit und er verlegte sich deshalb immer mehr auf die Musik und gab ab 1930 Geigenunterricht, um das Einkommen aufzubessern.
Franz Wilhelm Voigt verstarb im Alter von einundachtzig Jahren am 17. Januar 1949 in München. Seine Frau Barbara verstarb nur zwei Monate nach ihm am 19. März. Die Ehe war kinderlos geblieben. Voigt war nicht nur Mitglied im Künstlerbund Schlesien, sondern auch in der Münchner Künstlergenossenschaft und im Deutschen Künstlerbund.

## Werk
Franz Wilhelm Voigt war als Künstler über Jahrzehnte hinweg fast vollständig vergessen. Dazu hat sicherlich beigetragen, dass er nie öffentliche Aufträge erhielt oder eine Professur angetragen bekam. Viele seiner Ölgemälde gelten außerdem seit dem Zweiten Weltkrieg als verschollen oder befinden sich heute fast ausschließlich in Privatbesitz.
Seine produktivste Schaffensperiode fiel in die Zeit der Zugehörigkeit zur Künstlervereinigung Scholle. Er stellte regelmäßig aus und viele seiner Werke fanden durch die Veröffentlichung in der Kulturzeitschrift Jugend weite Verbreitung. Dabei war die Hinwendung zur Natur und dem bäuerlichen Leben in Oberbayern – später auch in Schlesien –  ein zentraler Aspekt seiner Kunst, den er naturalistisch umsetzte. So schrieb Fritz von Ostini über die Werke Voigts, die 1901 im Rahmen einer Gruppenausstellung im Glaspalast gezeigt wurden:

„Voigts Bauernbilder sind Proben ehrlicher und bodenständiger Kunst. Die Liebe zur Heimatscholle, zum deutschen Wald und Ackerboden spürt man wirklich als treibende Kraft in allen diesen Bildern.“

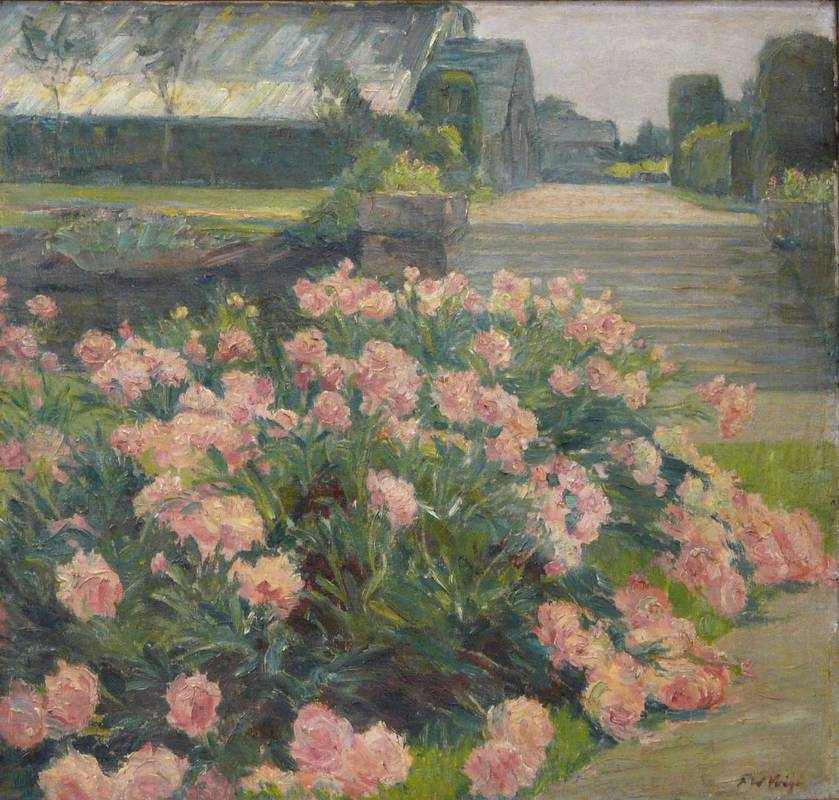
Gemälde Aus dem Botanischen Garten, um 1920, Öl auf Leinwand, 61 × 64 cm (WVZ Nr. 91), Privatbesitz

Und Hans Rosenhagen charakterisierte 1905 Voigts Kunst in seiner Abhandlung zur Scholle folgendermaßen:

„Er liebt [...] das Land und seine Bewohner, aber seine Malweise ist schon komplizierter, seine Farbe, wenn auch nicht besonders kräftig, doch nuancierter. Man sieht sorgsam berechnete Kompositionen und [...] sogar Absichten auf luminaristische Wirkungen.“

Später nahmen Porträts und Landschaftsdarstellungen einen immer größeren Platz in seinem Werk ein. Dabei interessierten ihn verstärkt impressionistische Themen, wie das Spiel von Licht und Lichtreflexen. Eva–Andrea Wendebourg würdigt den Künstler Friedrich Wilhelm Voigt abschließend mit diesen Sätzen:

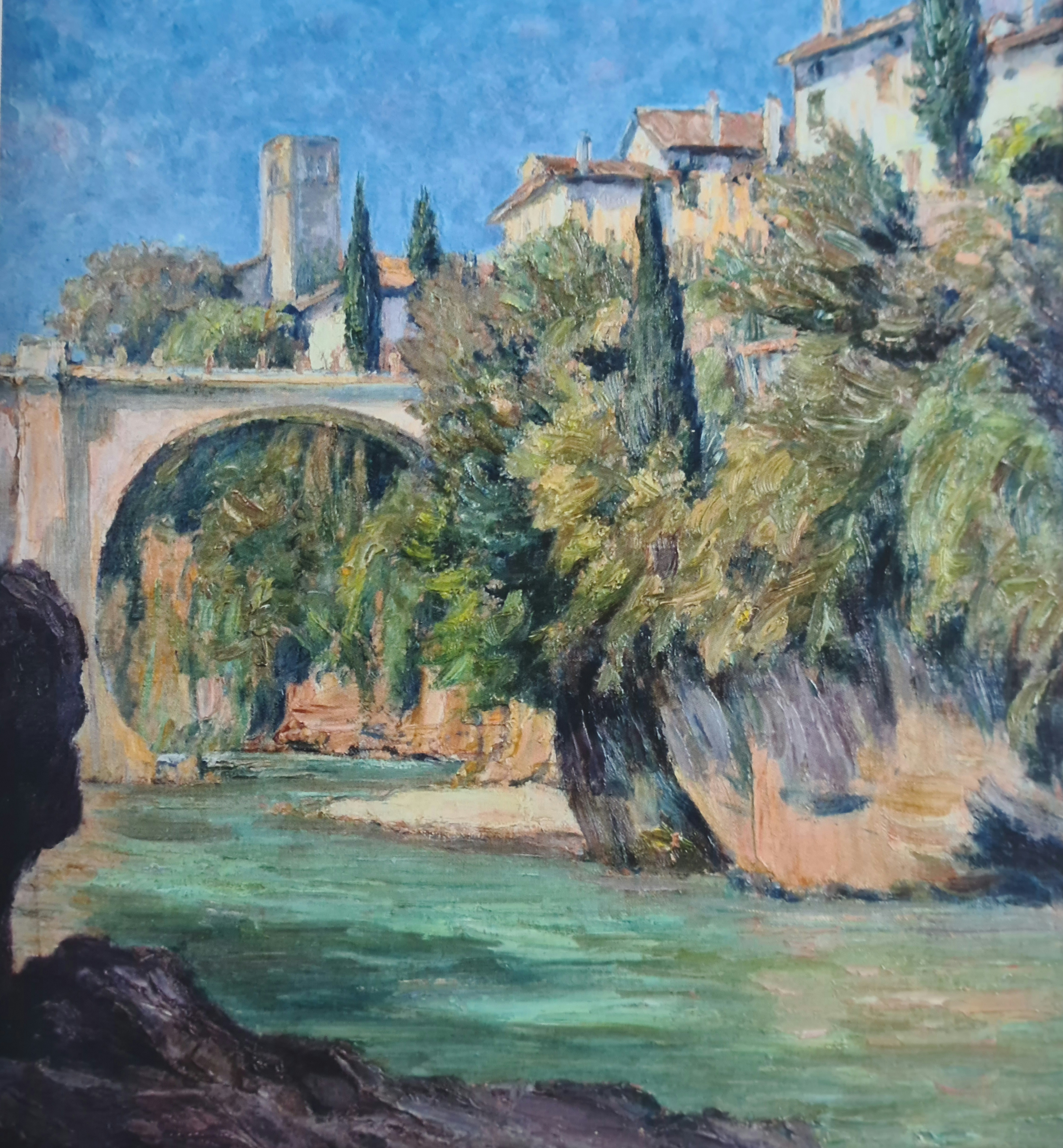
Gemälde Brücke in Cividale, um 1920, Öl auf Leinwand, 50,5 × 45,5 cm (WVZ Nr. 93), Privatbesitz

„Er ist besonders durch bäuerliche Genreszenen und Porträts hervorgetreten, die in seiner Zeit Beachtung gefunden haben. Darüber hinaus hat er mit seiner Landschaftsauffassung Anteil an der Verbreitung des Impressionismus in Deutschland.“

## Werke (Auswahl)
In Eva–Andrea Wendebougs Veröffentlichung Franz Wilhelm Voigt (1867–1949). Ein Maler der „Scholle“ findet sich ein umfassendes Werkverzeichnis der Arbeiten Friedrich Wilhelm Voigts. Alle Ölgemälde, Druckgrafiken und Illustrationen (insgesamt 148 Werke), die bis heute bekannt sind, wurden katalogisiert und – sofern möglich – farbig abgebildet. Die hinter den Werken in Klammern hinterlegte Nummerierung bezieht sich auf dieses Verzeichnis. Viele Werke finden sich außerdem als Abbildung in der Zeitschrift Die Jugend. Darunter die folgenden:
- In Dachau (auch: Kirchgang, Dachauer Beerdigung), um 1901, Öl auf Leinwand, 119 × 156 cm, Privatbesitz (WVZ Nr. 16) – In: Jugend, Jg. 1901, Bd. 2, Heft 49, S. 815 (Link zum Werk)
- Jahrmarkt, um 1903, Öl auf Leinwand, Größe und Verbleib unbekannt (WVZ Nr. 21) –  In: Jugend, Jg. 1903, Bd. 2, Heft 42, S. 763 (Link zum Werk)
- Im Dachauer Moos, um 1904, Öl auf Leinwand, Größe und Verbleib unbekannt (WVZ Nr. 25) – In: Jugend, Jg. 1905, Bd. 1, Heft 18, S. 328f. (Link zum Werk)
- Waldeinsamkeit, um 1910, Öl auf Leinwand, Größe und Verbleib unbekannt (WVZ Nr. 53) – In: Jugend, Jg. 1910, Bd. 1, Heft 7, Nr. 1, S. 147 (Link zum Werk)
- Waldweihnacht, um 1910, Öl auf Leinwand, Größe und Verbleib unbekannt (WVZ Nr. 54) – In: Jugend, Jg. 10, Bd. 2, Heft 52, S. 1281 (Link zum Werk)
- Im jungen Hafer, um 1910, Öl auf Leinwand, Größe und Verbleib unbekannt (WVZ Nr. 64) – In: Jugend, Jg. 1910, Bd. 2, Heft 28, S. 650f. (Link zum Werk)
- Prof. Paul Ehrlich, 1910, Öl auf Leinwand, Größe und Verbleib unbekannt (WVZ Nr. 67) – In: Jugend, Jg. 1910, Bd. 2, Heft 47, S. 1123, Titelblatt (Link zum Werk)
- Im Austragsstüberl, 1901, Kreidelithografie (WVZ Nr. 131) – In: Jugend, Jg. 1902, Bd. 1, Heft 2, S. 21 (Link zum Werk)

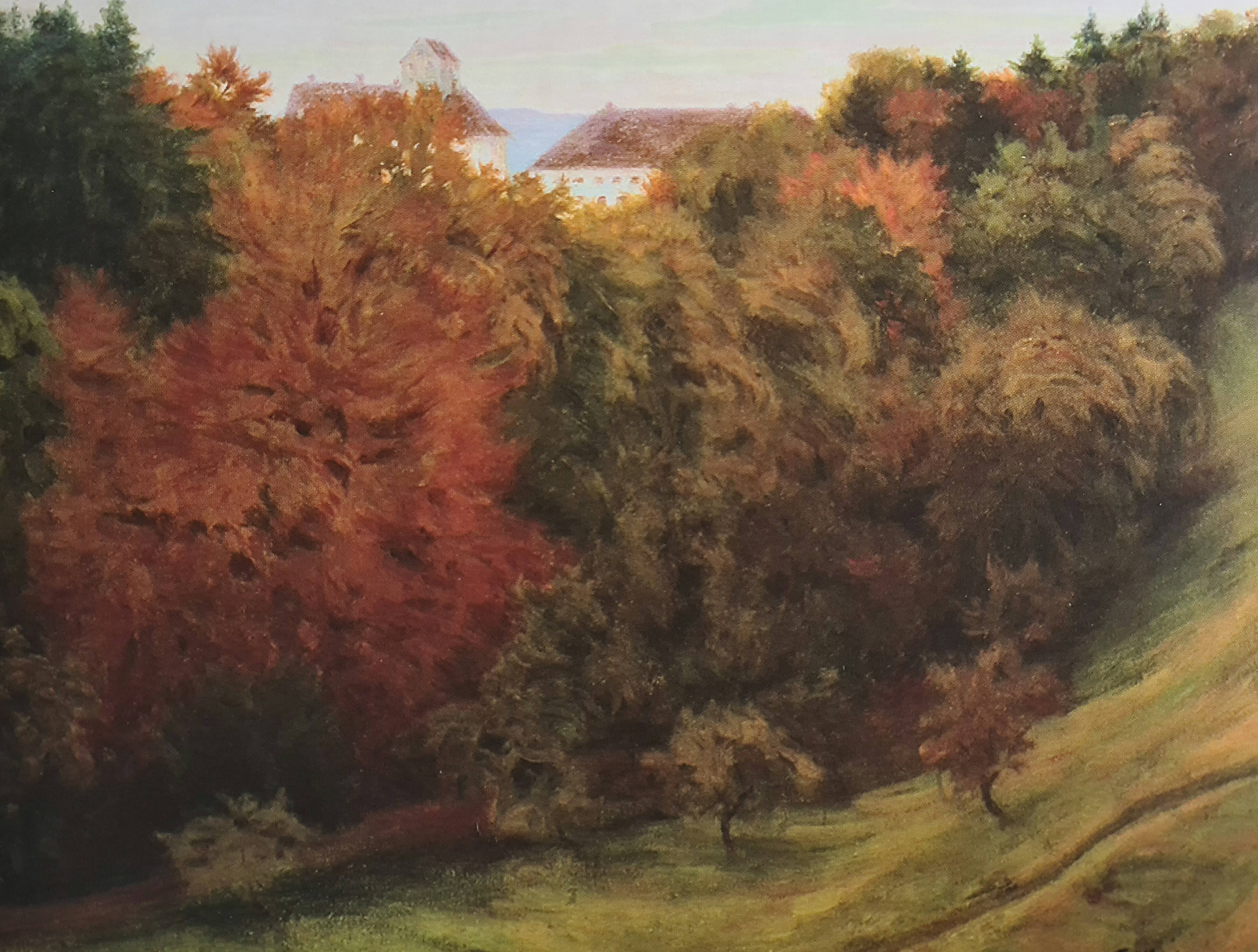
Gemälde Schloss Seefeld bei Herrsching, Öl auf Leinwand, 91 × 120 cm (WVZ Nr. 85), Sammlung Unterberger, Meran

- Schnee über Nacht, um 1908, Kreidelithografie (WVZ Nr. 150) – In: Jugend, Jg. 1908, Bd. 1, Heft 11, S. 243 (Link zum Werk)
- Würzburg vom Festungsberg aus, 1911, Kreidelithografie (WVZ Nr. 142) –  In: Jugend, Jg. 1911, Bd. 1, Heft 11, S. 257 (Link zum Werk)
- Schwabing im Schnee, um 1916, Kreidelithografie (WVZ Nr. 144) – In: Jugend, Jg. 1916, Bd. 1, Heft 5, S. 83 (Link zum Werk)
- Heimführung eines Kriegers ins Bayerische Oberland, 1915, Kreidelithografie (WVZ Nr. 145) – In: Jugend, Jg. 1915, Bd. 1, Heft 21, S. 391, auch als Kunstdruck bei Georg Hirth (Link zum Werk)
- Kapelle bei Mittenwald mit Ochsenfuhrwerk, um 1918, Kreidelithografie (WVZ Nr. 146) – In: Jugend, Jg. 1918, Bd. 1, Heft 8, S. 135 (Link zum Werk)
- Kirche in Krünn, um 1918, Kreidelithografie (WVZ Nr. 147) – In: Jugend, Jg. 1918, Bd. 2, Heft 41, S. 783 (Link zum Werk)
- Herbstastern, um 1920, Kreidelithografie (WVZ Nr. 148) – In: Jugend, Jg. 1920, Bd. 2, Heft 42, S. 1026 (Link zum Werk)

## Ausstellungen (Auswahl)
In den Publikationen von Eva–Andrea Wendebourg Franz Wilhelm Voigt (1867–1949). Ein Maler der „Scholle“ und Ellen Mey Der Maler Franz Wilhelm Voigt und die Künstlervereinigung „Scholle“ findet sich jeweils eine umfangreiche Auflistung der Ausstellungen, an denen Voigt mit einzelnen Werken teilgenommen hat. Von 1900 bis 1909 lieferte er durchgehend Bilder für die Jahresausstellung der Münchner Künstlervereinigung im Glaspalast ein. Nach einer längeren Unterbrechung finden sich erst wieder ab 1920 bis 1925 Werke von ihm bei dieser Ausstellung. 1925 war auch das letzte Jahr, in dem zu Lebzeiten von Voigt, Werke von ihm öffentlich zu sehen waren. Bilder wurden außerdem auf folgenden Ausstellungen gezeigt:
- 1899 – Große Berliner Kunstausstellung – Der junge Tobias (WVZ Nr. 14)
- 1903 – 7. Jahresausstellung der Berliner Secession – Auf dem Volksfest (WVZ Nr. 18)[19] und Die Malerin (WVZ Nr. 23)
- 1904 – 9. Jahresausstellung der Berliner Secession – Jahrmarkt in Dachau (WVZ Nr. 21) und Festwiese (WVZ Nr. 27)
- 1906 – 25. Ausstellung der Wiener Secession – insgesamt mit 11 Werken u. a. Bauernschlitten (WVZ Nr. 46) und Dachauer Bäuerin (WVZ Nr. 138)
- 1908 – Deutsche Kunstausstellung Bremen – Blick auf die Stadt (WVZ Nr. 41)[20]
- 1910 – Jubiläumsausstellung schlesischer Künstler, Jahrhunderthalle Breslau – Werke unbekannt
- 1913 – Künstlerbund Schlesien, Jahrhundertfeier der Freiheitskriege, Jahrhunderthalle Breslau – Werke unbekannt

Posthum wurde erst 1980 wieder ein Gemälde (Der Fliederstrauß, WVZ Nr. 36) von Voigt auf einer Ausstellung (Leo Putz 1869–1940) im Kurhaus Meran gezeigt. Dieses Ölgemälde wurde 1989 erneut bei der Ausstellung Leo Putz, Max Feldbauer und der Kreis der „Scholle“ und „Jugend“ in Dachau um 1900 in Dachau präsentiert.
In den letzten Jahrzehnten war das Ölgemälde Schloss Seefeld bei Herrsching (WVZ Nr. 85), das sich im Besitz der Sammlung Unterberger befindet, öfter auf Gemeinschaftsausstellungen zu sehen und zwar:
- 1991 – Die Scholle – Ansitz Moos–Schulthaus in Eppan
- 2007 – Die Scholle. Eine Künstlergruppe zwischen Secession und Blauer Reiter – Museum Georg Schäfer in Schweinfurt
- 2009 – Als München leuchtete. Die Künstlergruppe „Scholle“ und Leo Putz – Edwin Scharff Museum in Neu-Ulm
- 2015 – München leuchtet. der Maler Leo Putz und die „Scholle“ – Kunsthaus Apolda